# Rusa II.
Rusa II. je bil kralj Urartuja. Njegova natančna vladavina ni znana in se običajno datira v obdobje od leta 680 do 639 pr. n. št. ali od leta 685 do 645 pr. n. št. V asirskem napisu, posvečenemu kralju Asurbanipalu, je omenjen kot Jaja. Bil je eden od najpomembnejših urartskih kraljev. 

## Naslovi
Rusa II. ima v napisu na vratih Ajanisa naslednje vladarske naslove: 
- mogočno kralj,
- veliki kralj,
- kralj Biainilija in
- gospodar Tušpe.

## Dinastična razmerja
Rusa II. je bil sin svojega predhodnika Argištija II. in je Urartuju začasno povrnil pomemben položaj na Bližnjem vzhodu. Poskušal je ohraniti dobre odnose s skitskimi in kimerskimi priseljenci, ki so nadlegovali Asirijo, kjer je takrat vladal Asarhadon.  Nasledstvo Ruse II. ni jasno. Nasledil ga je morda Erimena, ki bi lahko bil njegov sin. Ker Erimena nima nobenega od tradicionalnih vladarskih naslovov, bi to lahko pomenilo prekinitev dinastičnega nasledstva. Kot kralj je za njim izrecno omenjen njegov sin Sarduri III.

## Vladanje
Bernbeck domneva, da se je urartska družba pod Ruso II. temeljito spremenila, ker je med drugim uvedel  diferencirano birokracijo. Ruso napis v trdnjavi Rusahinili slavi kot zmagovalca nad Asirijo, Targujem, Etiunijem, morda dolino Kure, Tabalom, Kairanujem, Hatijem, Muškijem in Silukuinijem južno od jezera Sevan.  Prebivalci teh dežel so bili deportirani v Urartu. V Muškiju, Hatiju in Halitu je ugrabil ženske.

## Gradnje
Rusa II. je razvil živahno gradbeno dejavnost in province v Zakavkazju so doživele obdobje razcveta. Ob Vanskem jezeru pri Tušpi (danes Van) v središču kraljestva je dal zgraditi mesto Rusahinili (Rusovo mesto, danes Toprakkale) ter urediti namakalne kanale, vinograde in polja. Za razliko od svojih predhodnikov Rusa ni zgradil samo ene, ampak pet trdnjav, ki jih je mogoče prepoznati po napisih. Toprakkale je zamenjal trdnjavo Van, Kamir pa trdnjavo Erebuni. Ob koncu njegove vladavine so bile med drugimi uničene trdnjave Ajanis, Jukan Anzaf in Čavuštepe. Uničenje običajno pripisujejo Kimercem, vendar Çilingiroğlu in Salvini ne izključujeta uničujočega potresa.
| Urartsko ime          | Sedanje ime   | Lega                                                                        | Začetek gradnje                        | Konec gradnje                                             | Komentar                                                                     |
| --------------------- | ------------- | --------------------------------------------------------------------------- | -------------------------------------- | --------------------------------------------------------- | ---------------------------------------------------------------------------- |
| Ḫaldiei URU Ziuqinui  | Kef Kalesi    | 6 km severovzhodno od Adilcevaza na severozahodni obali Vanskega jezera     | pod Ruso II.                           | –                                                         | identificirana ko spodnje mesto Burneyja                                     |
| Rusaḫinili Eiduru-kai | Ayanıs Kalesı | Aǧartı severovzhodno od Vanskega jezera, provinca Van                       | 651 pr. n. št., dokončana pod Ruso II. | ob koncu vladavine Ruse II. uničena, morda zaradi potresa | spodnje mesto na severu (Pinatbası), vzhodu (Güneytepe) in južno od citadele |
| Rusaḫinili Qilbanikai | Toprakkale    | severovzhodno od citadele Vana ob vznožju gore Zimzim Dağı                  | Rusa II., za njim Bastam               | nasilno uničen                                            | na vzhodu in severovzhodu spodnje mesto                                      |
| Rusa-i URU.TUR        | Bastam        | Dolina Ak Cay nad ravnico Qara Ziyaeddin, okrožje Choy, zahodni Azerbajdžan | pod Ruso II.                           | uničili Medijci ?                                         | pred tem tlakovana cesta iz 8. st. pr. n. št.                                |
| Teišebai URU          | Kamir blur    | Bregovi Razdana (Zanga) severozahodno od Erevana, Armenija                  | pod Ruso II.                           | –                                                         | spodnje mesto leži južno in zahodno od citadele                              |

## Materialna kultura
Med njegovo vladavino so se zgodile globoke spremembe v urartski materialni kulturi. Prve urartske klinopisne tablice so iz obdobja njegove vladavine. Najdene so bile v Toprakkaleju, Kamir bluru, Bastamu in Ajanisu. 

## Napisi
Napisi Ruse II. so na splošno osupljivo redki in prihajajo predvsem iz kraljevih trdnjav. 
Kemik Waldemar Belck je leta 1891 pri Tušpi odkril Rusovo stelo, ki govori o izgradnji  rezervoarja za oskrbo Tušpe in Rusahinilisa  z vodo. 
Drug Rusov napis je na vratih Ajanisa.

## Datiranje
Edina fiksna točka za datiranje Rusove vladavine je omemba Asurbanipala v molitvi iz leta 653/652 pr. n. št. Tram iz templja Ḫaldi v citadeli Ayanı je bil posekan od leta 677 do 673 +4/-7 pr. n. št. in potrjuje konvencionalni pristop datiranja Rusove vladavine.

## Vira
- Adam T. Smith. Rendering the political aesthetic: Political legitimacy in Urartian representations of the built environment. In: Journal of Anthropological Archaeology, 19, 2000, S. 131–163 (doi:10.1006/jaar.1999.0348).
- Tuğba Tanyeri-Erdemir. Innovation, change, continuity: considering the agency of Rusa II in the production of the imperial art and architecture of Urartu in the 7th Century BC. In: D. L. Peterson, L. M. Popova, A. T. Smith (Hrsg.): Beyond the Steppe and the sown. Proceedings of the 2002 University of Chicago Conference on Eurasian Archaeology (= Colloquia Pontica, 13). Brill, Leiden 2006, ISBN 90-04-14610-5, S. 264–281.

| Rusa II. Rojen: ni znano Umrl: 639 pr. n. št. |                                                    |                    |
| Vladarski nazivi                              |                                                    |                    |
| Predhodnik: Argišti II.                       | Kralj Urartuja ok. 680 pr. n. št. – 639 pr. n. št. | Naslednik: Erimena |